# ハンセン病療養所の特殊通貨
ハンセン病療養所の特殊通貨（ハンセンびょうりょうようしょのとくしゅつうか、Leprosy colony money）とは、ハンセン病療養所においてのみ通用する通貨である。
政府発行の場合と、療養所独自の場合がある。これらの通貨はハンセン病の感染性が認められた後に作られ、コロンビアの1901年の貨幣が、年号が入っているものとしては最古である。日本では1919年多磨全生園で最初に発行された。感染を予防する、隔離を完全にするなどの機能が考えられたが、その後必要性が認められなくなり、廃止された。

## 名称
特に決まった用語はなく、代理貨幣、代用貨幣、園券、園金（日本の療養所の多くは園という名前がついている）、院券（病院の券）、金券、園内通用銭、通知銭、コマ、札銭（フダジン、宮古南静園）などと呼ばれている。

## 歴史

### 最初の特殊貨幣
ハンセンがこの疾患をおこす菌を発見したのが1873年である。その後ドイツのメーメル地方（Memel州、現在リトアニア）のハンセン病発生を受けて、1897年の第1回ハンセン病国際会議でようやく伝染説が国際的に確立された。その後、一部のらい療養所に菌の伝播を防ぐ目的で、その療養所だけに通用する通貨（主に貨幣）ができた。伝染性はそう強くないとも発表されたが、当時の理解では、必要とされたのである。らいのコロニーは当時既にハワイのモロカイ島などにあったが、最初に特殊貨幣が作られたのはコロンビアのAgua de Dios, Cano de LoroとContratacionという場所の3か所のコロニーであった。これはコロンビア政府が作った 2.5 Centavos, 5 Centavos, 10 Centavos, 20　Centavos, 50 Centavosの貨幣であり、マルタ十次会"Lazareto"とあるから、この会と関係あるものと思われる。材料には黄銅を用いた。裏面に "Republica de Columbia 1901" という刻印が押されている。続いて1907年には銅ニッケルで1,5,10 Peso が作られた。1921年においても材料は同じであった。1950年代後半にコロニーは閉鎖され普通の通貨となった。

### 米国
米国で作られた特殊貨幣：1919年から1952年まで米国政府が作った特殊貨幣がある。当時の米国の委任統治下にあったパナマ運河地帯のPalo Seco Colony専用の貨幣で、米国政府が作っていた。1セント、5セント、10セント、25セント、50セントと1ドルの貨幣である。普通の通貨と区別するために、貨幣に穴がある。

### フィリピン
フィリピンに存在するコロニーの為に政府が貨幣を作った。最初に確認できるものは1913年である。そこでの経済生活の必要性があり発行された。クリオン島の大きなコロニー以外でも使われた。日本との戦争時にはマニラとの連絡が途絶え、一時はクリオン島では紙幣が発行されたが、これは大きな島の経済生活を存続させるためである。

### マレーシア
マレーシアではスンゲインブローコロニーの為に紙幣が作られた。5セント、10セント、1ドルの紙幣で、4ヶ国語で刷られているその紙幣は大変美しい。しかし療養所長の Gordon Alexander Ryrie　が検査したところ、使い古した紙幣でも菌の存在は立証されず1938年に紙幣はすべて燃やされてしまった。

### タイ
タイのチェンマイに所在するマッキーン療養所では、1908年から1950年に穴あき銭が使われた。これは普通のコインを加工して作られた。

### 日本

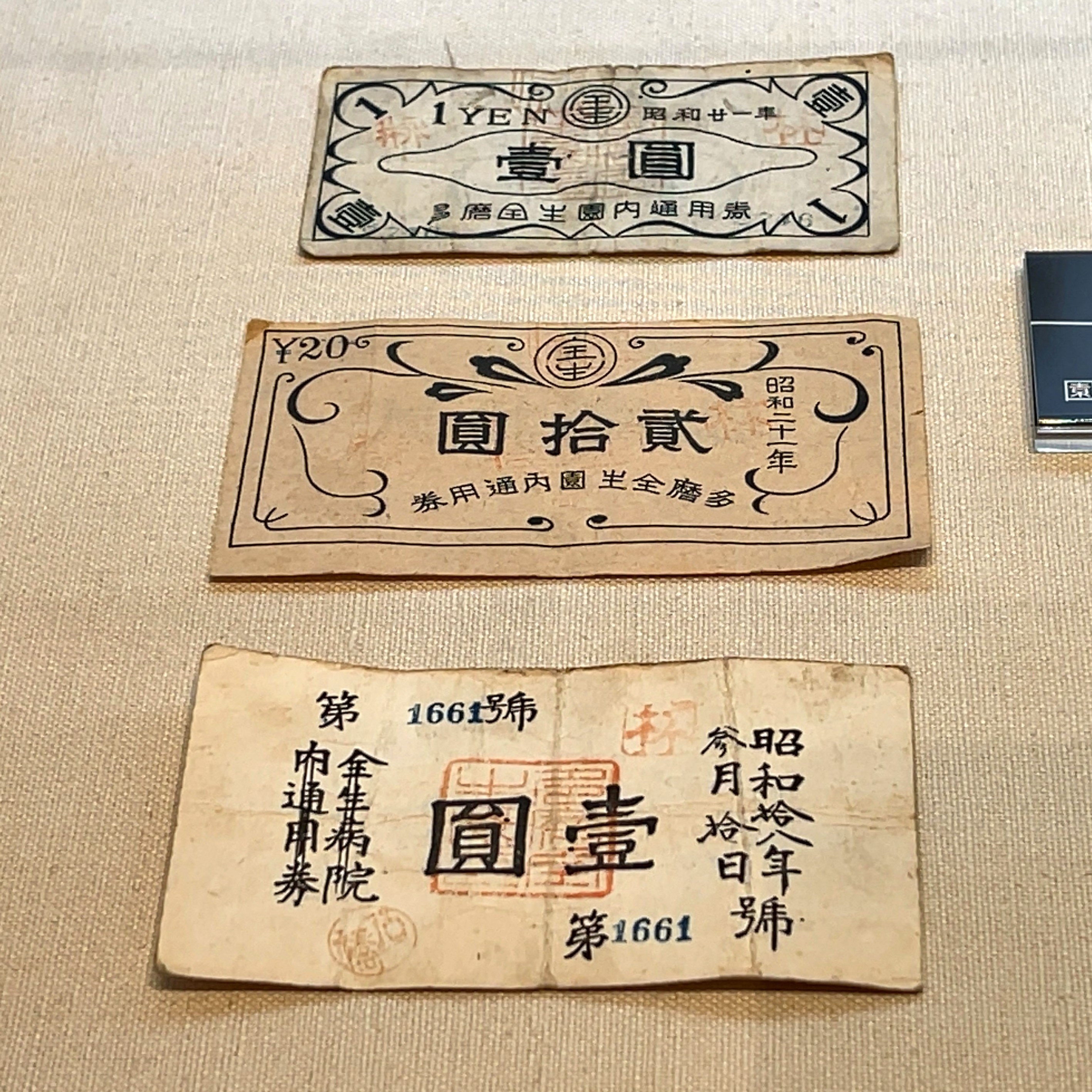
多磨全生園の園内通用券

日本において最初に特殊通貨を作ったのは1919年の多磨全生園である。当時は特殊通貨の正当性に疑問があったので、多磨全生園における正式の文書の記載が極端に少ない。そこでは1909年の創立以来患者からお金を取り上げて「患者保管金」としていたので、外国の制度を利用した可能性がある。それ以前に菊池恵楓園で使われたとあるが、その後証明されていない。日本における特殊性は、通貨が政府でなく、園独自に作られたことである。患者の入所時に、一般の通貨は強制的に特殊通貨に引き換えさせられた。貨幣が一般的だが、紙幣もあり、その場合は通し番号がついた。クーポン券といってもよい場合もあり、プラスチック製もあった。多磨全生園の場合、貨幣の製造は徽章などを製造する所に発注した。法的に疑問があるとされるが、政府の内諾がないと作れない。日本の療養所の一部では、通帳を併用し、貧困者への小遣いを与える等に利用したところもある。貨幣も紙幣も、菌の伝染を防ぐために消毒された。
入所者は特に外部との関係で、一般の通貨（日本銀行券）を、不利な交換比率にもかかわらず好んだ。種々の不正事件が発覚したのが契機となり、日本における各療養所の通貨は昭和30年までに全て廃止された。廃止時、一般の通貨に換えられたが、軍政下の宮古南静園では、結局、一般の通貨とは換わらなかった。

#### 日本における目的
- 森幹郎（もりみきお）は日本における特殊通貨の目的を5つ挙げている。[7]
  - 1 感染の予防　らい予防法にもある。
  - 2 脱走の防止　これを第1にする人もあるが[注釈 1]、そうでもない人もいる。
  - 3 酒類の密売防止　酒類の入手を抑制していたのは事実とある。
  - 4 賭博の防止　大きな効果があった。
  - 5 現金の盗難予防　実際盲人においてはこの目的もあった。

#### 多磨全生園での園内通用券発行高調査
| 発券    | 発行金額    | 発行年 |
| ------- | ----------- | ------ |
| 1銭券   | 204円       | 1919年 |
| 5銭券   | 505円       | 1919年 |
| 10銭券  | 1,204円     | 1919年 |
| 50銭券  | 3,800円     | 1919年 |
| 1円券   | 10,000円    | 1919年 |
| 5円券   | 25,880円    | 1919年 |
| 10円券  | 51,920円    | 1946年 |
| 20円券  | 412,580円   | 1946年 |
| 50円券  | 2,457,000円 | 1947年 |
| 100円券 | 800,000円   | 1951年 |

- 注：小額金券は1919年10月1日から1924年11月29日まで発行されたもので、最初の発行額は18,193円である。1952年の現在高はその後整理されたものである。
  - 園券廃止にあたって調査したところ、79万円不足となった。再調査したら739,745円の不足となった。個人支弁でなく、責任者も転勤とある。[9]

### その他の国の特殊貨幣
ブラジル（貨幣）、中国（貨幣、1993年においても使用している）、コスタリカ（穴あき銭）、韓国、ナイジェリア（穴あき貨幣）、ベネズエラ（貨幣と紙幣）で使用された。韓国では小鹿島療養所と麗水の療養所（1銭と50銭紙幣）で使用された。

## 文学作品に現れた特殊通貨
北條民雄の『いのちの初夜』に特殊通貨（金券）のことが出ている。主人公の尾田は入所時に風呂に入れられる際、看護婦から所持金の特殊通貨への交換を告げられ、以下のように感想を抱く。

## 隔離を目的にした療養所以外の通貨
大正時代から昭和の戦前にかけて、西表島の西表炭坑では、労働者を強制労働のように使役し、会社の売店でのみ通用する金券を発行し、炭坑切符と称した。発行会社は西表炭鉱会社など数社あり、福岡県の炭鉱では「炭鉱札（券）」と称した。また、大東諸島で使用された、南北大東島通用引換券の例もある。（大東島紙幣を参照）

## 類似する金券
性質が似ているものにクーポン券があり、ハワイやその他のコロニーで食堂などで使用された。

## 法的位置づけ
日本の財務省によると、ハンセン病療養所の特殊通貨は金券や地方通貨と同じであるから、犯罪に関わらない限り、法的には問題はないという。

## 文献
Roger R. McFadden, John Grosst, Dennis F. Marr.The numismatic aspects of leprosy. Money, Medals and Miscellanea(1993)  D.C.McDonald Associates, Inc. USA.